# Georges Benrekassa
Georges Benrekassa est professeur émérite (2018) de littérature, spécialiste de la littérature française du XVIIIe siècle et en particulier de Montesquieu .

## Biographie
Georges Benrekassa est né en 1932 à Marseille. Licence et maîtrise de philosophie, Agrégation de lettres classiques (1959), thèse sur la pensée de l'historicité au 18e siècle (1980). Assistant à la Sorbonne, maître assistant, puis professeur à l'université Paris Diderot. L'essentiel de ses travaux porte sur la pensée et la littérature des Lumières.

## Publications
- Le concentrique et l'excentrique. Marges des Lumières, Paris, Payot, 1980.
- La politique et sa mémoire. Le politique et l'historique dans la pensée des Lumières, Paris, Payot, 1983.
- Fables de la personne. Pour une histoire de la subjectivité, París, PUF, 1985 y 1992.
- Montesquieu, la liberté et l'histoire, París, UGE, 1987.
- Le langage des Lumières. Concepts et savoir de la langue, Paris, PUF, 1995.
- Les manuscrits de Montesquieu : secrétaires, écritures, datations, en Cahiers Montesquieu, n° 8, Napoli, Liguori Editore et Oxford, Voltaire Foundation, 2005.
- L'achèvement des Lumières -Singularité, communauté, culture  Genève , Georg, 2023

- Contributions au Dictionnaire Montesquieu[2] : Denis Diderot, Encyclopédie, Essai sur les causes de qui les esprits évincés peuvent et affecter les caractères, L'Esprit des lois, lèse-majesté, liberté, modération, nature, peuple, nation.